# Bruno zu Ysenburg und Büdingen

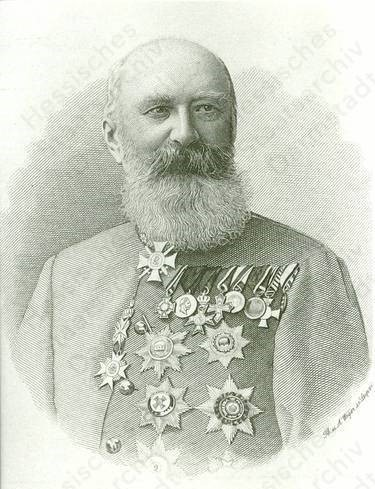
Bruno, 3. Fürst zu Ysenburg und Büdingen

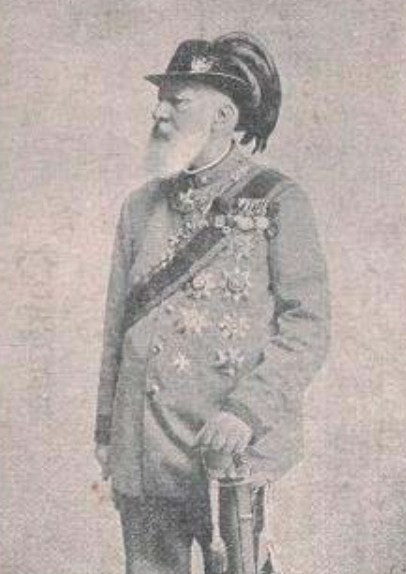
Bruno, 3. Fürst zu Ysenburg und Büdingen

Bruno Casimir Albert Emil Ferdinand Fürst zu Ysenburg und Büdingen (* 14. Juni 1837 auf Schloss Büdingen; † 26. Januar 1906 ebenda) war 3. Fürst zu Ysenburg-Büdingen (ab 1861).

## Familie
Er war der Sohn des Ernst Casimir II. Fürst zu Ysenburg und Büdingen (1806–1861) und der Thekla Gräfin zu Erbach-Fürstenau (1815–1874).
Ysenburg heiratete in erster Ehe am 31. Juli 1862 in Lich Prinzessin Mathilde zu Solms-Hohensolms-Lich (* 12. Dezember 1842 in Lich; † 11. September 1867 auf Schloss Büdingen), die Tochter des Ferdinand Fürst zu Solms-Hohensolms-Lich (1806–1876). Aus dieser ersten Ehe entstammten vier Kinder. In zweiter Ehe heiratete er am 30. September 1869 in Rüdenhausen Bertha Gräfin zu Castell-Rüdenhausen (* 4. Juli 1845 in Rüdenhausen; † 5. Juli 1927 auf Schloss Büdingen), Tochter des Adolf Graf zu Castell-Rüdenhausen (1805–1849). Aus dieser zweiten Ehe gingen acht Kinder hervor.
Sein Sohn Wolfgang folgte ihm als 4. und letzter Fürst zu Ysenburg-Büdingen (ab 1906) nach. Seine Tochter Emma heiratete am 14. April 1898 Otto Graf zu Solms-Laubach. Tochter Mathilde heiratete 1907 Cornelius Wilhelm Karl von Heyl zu Herrnsheim.

## Leben
Bruno zu Ysenburg und Büdingen studierte an der Georg-August-Universität Göttingen Rechtswissenschaften. 1857 wurde er Mitglied des Corps Saxonia Göttingen. Nach dem Studium wurde er k. u. k. Major.
Als Standesherr war er von 1861 bis 1906 automatisch Mitglied der 1. Kammer der Landstände des Großherzogtums Hessen. 1878 bis 1889 war er dort zweiter Präsident, von 1889 bis 1900 Präsident.